# 1998년 세계 남자 배구 선수권 대회
1998년 세계 남자 배구 선수권 대회는 1998년 11월 13일부터 11월 29일까지 일본에서 열린 14번째 세계 배구 선수권 대회이다.
틀:1998년 세계 배구 선수권 대회
틀:세계 배구 선수권 대회